# Esgrima nos Jogos Pan-Americanos de 1995
As competições de esgrima nos Jogos Pan-Americanos de 1995 foram realizadas em Mar del Plata, Argentina. Esta foi a décima segunda edição do esporte nos Jogos Pan-Americanos.

## Masculino
| Evento                       | Ouro                                                                                      | Prata                                                                         | Bronze                                                                                       |        |        |        |
| Espada                       | Espada                                                                                    | Espada                                                                        | Espada                                                                                       | Espada | Espada | Espada |
| ---------------------------- | ----------------------------------------------------------------------------------------- | ----------------------------------------------------------------------------- | -------------------------------------------------------------------------------------------- | ------ | ------ | ------ |
| Espada individual detalhes   | Carlos Pedroso (CUB)                                                                      | Tamir Bloom (USA)                                                             | Paris Inostroza (CHI) Iván Trevejo (CUB)                                                     |        |        |        |
| Espada por equipes detalhes  | Cuba · Carlos Pedroso · Iván Trevejo · Lázaro Castro · César Aguilera                     | Estados Unidos · Tamir Bloom · Michael Marx · James O’Neill · James Carpenter | Colômbia · Mauricio Rivas · Juan Miguel Paz · Carlos Enrique Carrasquilla · William González |        |        |        |
| Florete                      |                                                                                           |                                                                               |                                                                                              |        |        |        |
| Florete individual detalhes  | Elvis Gregory (CUB)                                                                       | Rolando Tucker (CUB)                                                          | Nick Bravin (USA) Leandro Marchetti (ARG)                                                    |        |        |        |
| Florete por equipes detalhes | Cuba · Rolando Tucker · Elvis Gregory · Ignacio González · Oscar García                   | Estados Unidos · Nick Bravin · Zaddick Longenbach · Alan Weber · Sean McClain | Argentina · Leandro Marchetti · Alberto González · Christian Arslanian · Juan Pablo Barbosa  |        |        |        |
| Sabre                        |                                                                                           |                                                                               |                                                                                              |        |        |        |
| Sabre individual detalhes    | Peter Westbrook (USA)                                                                     | Arístides Faure (CUB)                                                         | Carlos Bravo (VEN) Alexis Leiva (CUB)                                                        |        |        |        |
| Sabre por equipes detalhes   | Estados Unidos · Peter Westbrook · Thomas Strzalkowski · Michael D'Asaro · John Friedberg | Cuba · Arístides Faure · Alexis Leiva · Agustín García · Pedro Pablo Cabezas  | Canadá · Tony Plourde · Jean-Marie Banos · Leszek Nowosielski · Maxime Soucy                 |        |        |        |

### Feminino
| Evento                       | Ouro                                                                     | Prata                                                                             | Bronze                                                                                    |        |        |        |
| Espada                       | Espada                                                                   | Espada                                                                            | Espada                                                                                    | Espada | Espada | Espada |
| ---------------------------- | ------------------------------------------------------------------------ | --------------------------------------------------------------------------------- | ----------------------------------------------------------------------------------------- | ------ | ------ | ------ |
| Espada individual detalhes   | Leslie Marx (USA)                                                        | Milagros Palma (CUB)                                                              | Yolitzin Martínez (MEX) Yurina Suárez (CUB)                                               |        |        |        |
| Espada por equipes detalhes  | Estados Unidos · Leslie Marx · Margo Miller · Rachel Hough · Donna Stone | Cuba · Milagros Palma · Yurina Suárez · Mirayda García · Zuleydis Ortíz           | Canadá · Sherraine Schalm · Maureen Griffin · Heather Landymore · Marie-Françoise Hervieu |        |        |        |
| Florete                      |                                                                          |                                                                                   |                                                                                           |        |        |        |
| Florete individual detalhes  | Ann Marsh (USA)                                                          | Idorys Díaz (CUB)                                                                 | Bárbara Hernández (CUB) Felicia Zimmermann (USA)                                          |        |        |        |
| Florete por equipes detalhes | Cuba · Idorys Díaz · Bárbara Hernández · Migsey Dusú · Caridad Estrada   | Estados Unidos · Ann Marsh · Felicia Zimmermann · Olga Chernyak · Monique deBruin | Argentina · Alejandra Carbone · Sandra Giancola · Dolores Pampin · Yanina Iannuzzi        |        |        |        |

## Quadro de medalhas
| Ordem | País               | Medalha de ouro | Medalha de prata | Medalha de bronze |    |
| ----- | ------------------ | --------------- | ---------------- | ----------------- | -- |
| 1     | CUB Cuba           | 5               | 6                | 4                 | 15 |
| 2     | USA Estados Unidos | 5               | 4                | 2                 | 11 |
| 3     | ARG Argentina      |                 |                  | 3                 | 3  |
| 4     | CAN Canadá         |                 |                  | 2                 | 2  |
| 5     | MEX México         |                 |                  | 1                 | 1  |
|       | CHI Chile          |                 |                  | 1                 | 1  |
|       | COL Colômbia       |                 |                  | 1                 | 1  |
|       | VEN Venezuela      |                 |                  | 1                 | 1  |
| TOTAL | TOTAL              | 10              | 10               | 15                | 35 |

## Ligação externa
- http://www.columbia.edu/cu/pafc/Pan_American_Games_Results.htm - Resultados da Esgrima nos Jogos Pan-Americanos de 1951 a 1999